# Croton melanoleucus
Espèce
Croton melanoleucus est une espèce de plantes à fleurs du genre Croton et de la famille Euphorbiaceae présente au Brésil (Minas Gerais, Mato Grosso).
Il a pour synonyme :
- Oxydectes melanoleuca, (Müll.Arg.) Kuntze